# Gino Paoli
Gino Paoli (* 23. září 1934, Monfalcone, Itálie) je italský písničkář.

## Životopis
Narodil se v Monfalcone nedaleko Terstu, ale jeho rodina se záhy přestěhovala do Janova, kde Paoli žije dodnes.
Původně se věnoval malířství, teprve koncem 50. let se přiklonil k hudbě. Po vystřídání několika zaměstnání byl spolu se svými přáteli Luigi Tencem a Bruno Lauzim přizván ke spolupráci se studiem Ricordi. Jeho prvním úspěchem byla píseň La gatta (Kočka).
Další písní z jeho rané tvorby byla Il cielo in una stanza, kterou složil v r. 1959. Paoli přiznal, že ho text napadl když ležel na posteli v nevěstinci. Při pohledu na purpurový strop přišel na myšlenku že "láska kvete vždy a všude". Singl zazpívala Mina a stal se italskou nejprodávanější písní roku, dokonce se umístil v Billboard Hot 100. Píseň také zazněla ve filmech Io bacio... tu baci, Appuntamento a Ischia, Goodfellas a Sapore di sale.
V době svých velkých raných úspěchů se však Paoli dostal do závislosti na drogách a dokonce se pokusil o sebevraždu střelou do srdce, ale netrefil se. Pak se mu podařilo se vyléčit.
V r. 1974 se vrátil na hudební scénu s LP deskami I semafori rossi non sono Dio a Il mio mestiere (1977). V 80. letech Paoli vydal sérii alb a v r. 1985 podnikl turné po Itálii s Ornellou Vanoni.
V r. 1987 byl zvolen do italské poslanecké sněmovny za komunistickou stranu. V r. 1992 opustil politickou scénu a pokračoval ve své hudební kariéře.
Oženil se s herečkou Stefania Sandrelli, později se rozvedli. Jejich dcera Amanda Sandrelli se stala také herečkou.
Byl mu věnován jeden díl televizního dokumentárního cyklu Básníci Evropy (1996) Jiřího Vondráka.

## Diskografie
- Gino Paoli (1961)
- Le cose dell'amore (1962)
- Basta chiudere gli occhi (1964)
- Gino Paoli allo Studio A (1965)
- Le canzoni per "Emmeti" (1966)
- Gino Paoli and The Casuals (1967)
- Le due facce dell'amore (1971)
- Rileggendo vecchie lettere d'amore (1971)
- Amare per vivere (1972)
- I semafori rossi non sono Dio (1974)
- Ciao, salutime un po' Zena (1975)
- Le canzoni di Gino Paoli' (1976, collection)
- Il mio mestiere (1977)
- La ragazza senza nome (1978)
- Il gioco della vita (1979)
- Ha tutte le carte in regola (1980)
- Averti addosso (1984)
- La luna e il Sig. Hyde (1984)
- Insieme (1985)
- Cosa farò da grande (1986)
- Sempre (1988)
- L'ufficio delle cose perdute (1988)
- Gino Paoli '89 dal vivo (1990, live)
- Matto come un gatto (1991)
- Senza contorno solo... per un'ora (1992)
- King Kong (1994)
- Amori dispari (1995)
- Appropriazione indebita (1996)
- Pomodori (1998)
- Per una storia (2000)
- Se (2002)
- Una lunga storia (2004)
- Ti ricordi? No non mi ricordo (2004)
- Gino Paoli & Arsen Dedic u Lisinskom (2005)